# Hochbruckenberg
Hochbruckenberg är en kulle i Österrike.   Den ligger i  förbundslandet Wien, i den östra delen av landet, 11 km väster om huvudstaden Wien. Toppen på Hochbruckenberg är 497 meter över havet.
Terrängen runt Hochbruckenberg är huvudsakligen kuperad, men åt sydost är den platt. Runt Hochbruckenberg är det mycket tätbefolkat, med 3 134 invånare per kvadratkilometer.. Närmaste större samhälle är Wien, 11,1 km öster om Hochbruckenberg. 
I omgivningarna runt Hochbruckenberg växer i huvudsak blandskog.